# Deutsche Sporthalle
Die Deutsche Sporthalle war eine repräsentative Sport- und Veranstaltungshalle in Ost-Berlin, die 1951 in der Stalinallee errichtet und 1972 abgerissen wurde.

## Geschichte
Das Bauwerk wurde 1951 anlässlich der für den Sommer anberaumten III. Weltfestspiele der Jugend und Studenten nach einem Entwurf von Richard Paulick in nur 148-tägiger Bauzeit im Stil des Sozialistischen Klassizismus errichtet, nachdem am 8. März desselben Jahres der Auftrag dafür vergeben worden war. Ihr gegenüber auf der Südseite der Allee erhob sich das einen Tag später am 3. August 1951 enthüllte Stalindenkmal. Die Mehrzweckhalle war das erste Bauwerk im monumentalen Repräsentationsstil der neu angelegten Stalinallee.
Es war ein Stahl- und Stahlbetonbau in Form eines ovalen Zweckbaus der Moderne mit vorgesetzter, neoklassizistischer Eingangshalle. Die Verkleidung bestand aus gelbbraunen Travertinplatten, die aus Lagerbeständen für die nationalsozialistischen Planungen einer „Welthauptstadt Germania“ stammten. Der Haupteingang der 28 Meter hohen Halle wurde als Pfeilerportal mit sechs Säulen ausgeführt, das seit 1952 ein breites Flachrelief mit sportlichen Darstellungen krönte.

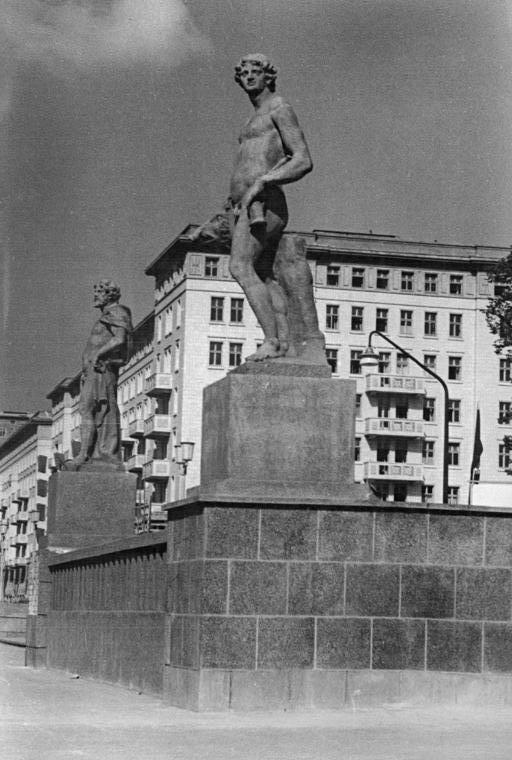
Westliche Statuen: Zeus (links) und Meleagros, 1953

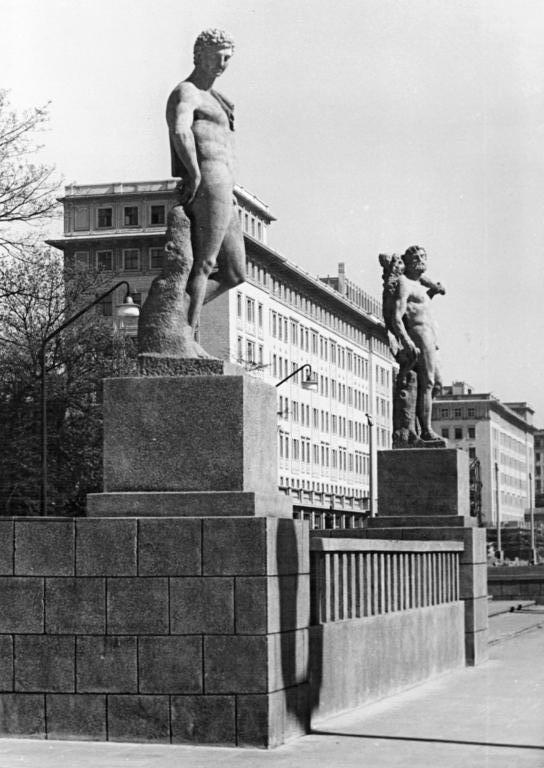
Östliche Statuen: Antinoos (links) und Herakles, 1953

Vor der Eingangshalle fanden beidseitig der Freitreppen der Eingangsterrasse Nachbildungen von vier Monumentalplastiken aus dem Schlüterhof des etwa zur gleichen Zeit abgerissenen Berliner Schlosses ihren Platz. Auf dem großen Risalit des Schlüterhofs standen acht Kolossalstatuen von Göttern und Halbgöttern; von diesen fanden sich vor der Deutschen Sporthalle Zeus (Jupiter), Meleagros (Meleager), Antinoos (Antinous) und Herakles (Herkules) als Kopien wieder.
Die Halle verfügte über 1000 Quadratmeter Wettkampffläche – etwa so viel wie ein Hallenhandballspielfeld inklusive Sicherheitszone – und bot 5000 Zuschauern Platz. Die für die geplante Dachkonstruktion benötigten Stahlträger standen beim Bau nicht zur Verfügung, sodass das Bauwerk von Beginn an mit einer Hilfskonstruktion versehen war, deren Säulen die Sichtverhältnisse im Innenraum der Halle beeinträchtigten.
Nach der Eröffnung der Halle am 2. August 1951 durch den Ost-Berliner Bürgermeister Friedrich Ebert – drei Tage vor der Eröffnung der Weltfestspiele – war sie ein Austragungsort unter anderem für Handball-, Volleyball- und Boxwettkämpfe. Neben Sportvergleichen fanden in der Halle auch andere Veranstaltungen und Ausstellungen statt. So tagte unter anderem 1952 der Weltfriedensrat in der Sporthalle; ab 1953 fand dort mehrfach die Deutsche Bauausstellung statt und 1958 eine erste Ost-Berliner Modewoche. Im Obergeschoss des Eingangsgebäudes betrieb die Deutsche Bauakademie eine Dauerausstellung, mit der sie über die weiteren Planungen zur Stalinallee und den Wiederaufbau in der DDR-Hauptstadt informierte. 1961 wurde der im Zweiten Weltkrieg ausgebrannte Turm der St. Pius-Kirche um etwa 30 Meter verkürzt neu aufgebaut, damit er im Straßenbild insbesondere das Erscheinungsbild der Deutschen Sporthalle nicht mehr störte. Im November 1961 wurde das Stalindenkmal beseitigt und der Straßenabschnitt zwischen Frankfurter Tor und Alexanderplatz in Karl-Marx-Allee umbenannt. Im Mai 1961 diente die in Zentraler Klub der Jugend und Sportler umbenannte Halle als Startort der 8. Etappe der Internationalen Friedensfahrt und im August der Eröffnungsetappe der DDR-Rundfahrt 1961. Von 1962 bis 1968 war sie Mittelpunkt der Ost-Berliner Weihnachtsmärkte.
Im Jahr 1968 musste die Halle wegen umfangreicher Bauschäden und Einsturzgefahr für Großveranstaltungen gesperrt werden. Die letzte größere Veranstaltung war 1969 anlässlich des 20. Jahrestages der DDR das Treffen junger Sozialisten in der Halle, zu dem es auch eine Ausstellung 20 Jahre DDR gab. Hier wurden einige Neuentwicklungen wie die Textilie Präsent 20 vorgestellt und Besucher konnten sich in einem Galvanisierbad ihre Schlüssel beschichten lassen. Auf Anweisung der SED verzichtete der Ost-Berliner Magistrat im September 1971 auf eine Instandsetzung der Halle; noch im selben Jahr wurde der Abriss begonnen und im Folgejahr abgeschlossen. Auf ihrem ehemaligen Standort wurde später ein Wohnblock in Plattenbauweise errichtet (→ Bild).

## Ansichten

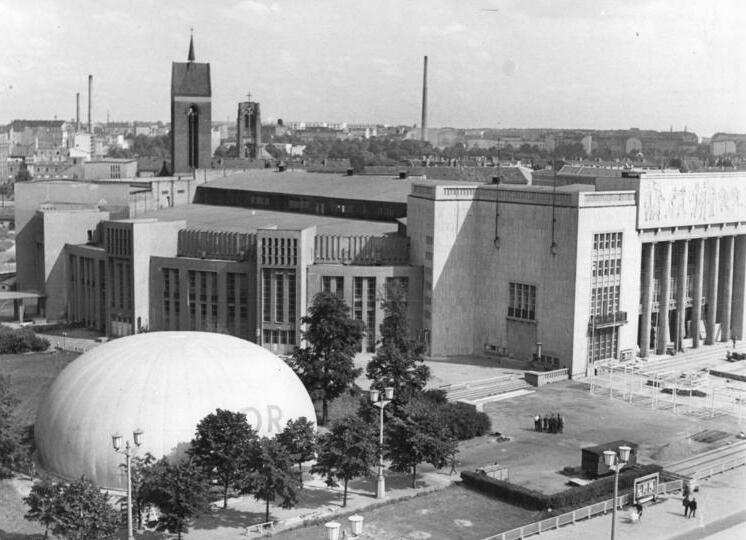
Deutsche Sporthalle in schräger Draufsicht, 1964
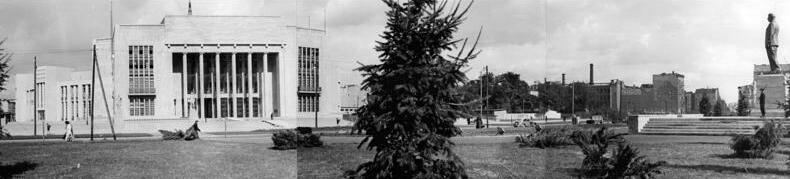
Deutsche Sporthalle und Stalindenkmal, 1951
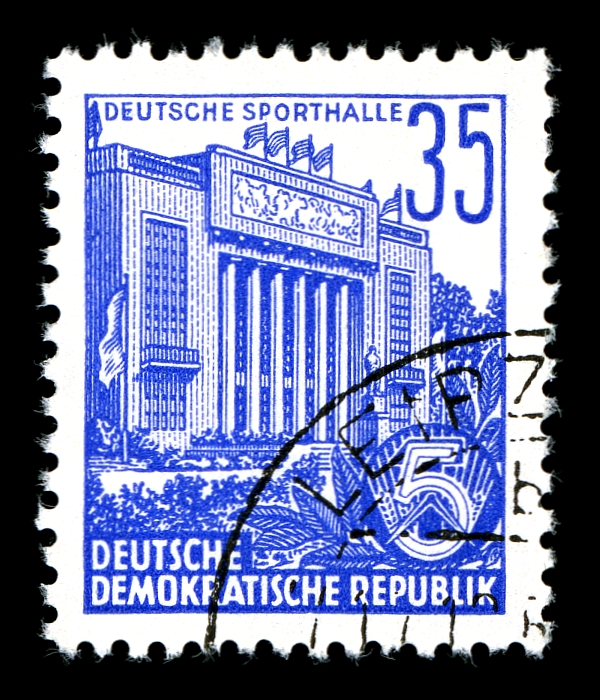
Briefmarke der Deutschen Post, 1953
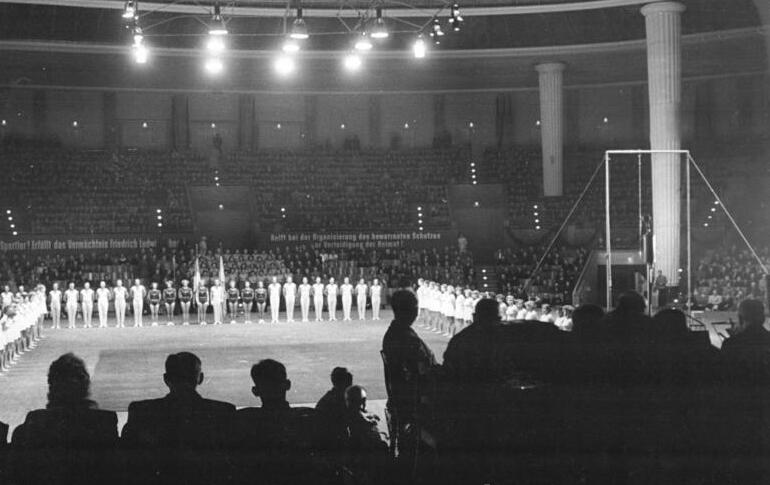
Innenansicht, 1952